# Штрба, Здено
Зде́но Штрба (словац. Zdeno Štrba; род. 9 июня 1976, Красно-над-Кисуцоу, Чехословакия) — словацкий футболист, полузащитник. Выступал за сборную Словакии.

## Карьера

### Клубная
Воспитанник клуба «Красно-над-Кисуцоу» из родного города. Профессиональную карьеру начал в клубе «Дукла» из города Банска-Бистрица. Затем продолжил карьеру в клубе «Матадор» из города Пухов, в составе которого провёл 78 матчей, забил 5 мячей в ворота соперников и стал, вместе с командой, вице-чемпионом Словакии в сезоне 2001/02.
В январе 2003 года перешёл в клуб «Жилина» из одноимённого города, где во второй половине сезона 2002/03 провёл 15 матчей и стал, вместе с командой, чемпионом страны, а затем и обладателем Суперкубка Словакии 2003 года. Вследующем сезоне провёл 24 матча, в которых забил 2 мяча, и снова завоевал с командой чемпионский титул и Суперкубок. Сезон 2004/05 оказался менее удачным, «Жилина» заняла только 2-е место (Здено сыграл в 32-х матчах), в следующем сезоне команда даже не вошла в тройку, не помогли и 2 гола Штрбы в 28 матчах. Однако, уже в сезоне 2006/07 «Жилина» вернула себе чемпионский титул и снова выиграла Суперкубок, и в этом ей помогли 3 гола Здено, забитые им в 34 матчах. В следующие 2 сезона Штрба сыграл 58 матчей, в которых забил 2 мяча, и дважды стал, вместе с командой, вице-чемпионом страны. Всего за время выступлений в составе «Жилины» провёл 191 матч в чемпионате и забил 9 мячей, участвовал в её составе в матчах Кубка УЕФА и предварительных раундов Лиги чемпионов.
В июне 2009 года договорился о переезде в Грецию, в клуб «Ксанти» из одноимённого города. 1 июля официально стал игроком греческого клуба, с которым подписал контракт на 2 года, сумма трансфера составила 150.000 €. В составе «Ксанти» дебютировал 22 августа в домашнем матче чемпионата Греции против клуба «Янина» из одноимённого города, игра завершилась вничью 1:1.

### В сборной
В составе главной национальной сборной Словакии выступал с 2003 по 2010 год.
1 апреля 2009 года вышел в стартовом составе и провёл на поле весь проходивший в Праге матч отборочного турнира к чемпионату мира 2010 года против сборной Чехии, в котором словаки довольно неожиданно одержали победу со счётом 2:1. Помимо этого, в том же году отыграл полные матчи в сентябрьских решающих играх отборочного турнира к чемпионату мира 2010 года: 5 сентября в проходившей в Братиславе ответной встрече против сборной Чехии, завершившейся вничью 2:2 и 9 сентября в проходившем в Белфасте матче против сборной Северной Ирландии, в котором Словакия, одержав победу со счётом 2:0, впервые в истории практически обеспечила себе путёвку в финальную часть чемпионата мира. Был в составе команды на самом чемпионате, сыграл во всех 3-м матчах на групповой стадии.
В октябре 2010 года объявил о завершении карьеры в сборной, за которую всего провёл 26 матчей.

## Достижения

### Командные
«Матадор»
Вице-чемпион Словакии: (1)
- 2001/02

 «Жилина»
Чемпион Словакии: (3)
- 2002/03, 2003/04, 2006/07

Вице-чемпион Словакии: (3)
- 2004/05, 2007/08, 2008/09

Обладатель Суперкубка Словакии: (3)
- 2003, 2004, 2007

## Личная жизнь
Женат, есть дети — 3 дочери. Любимый футболист — Клод Макелеле.